# 자폭

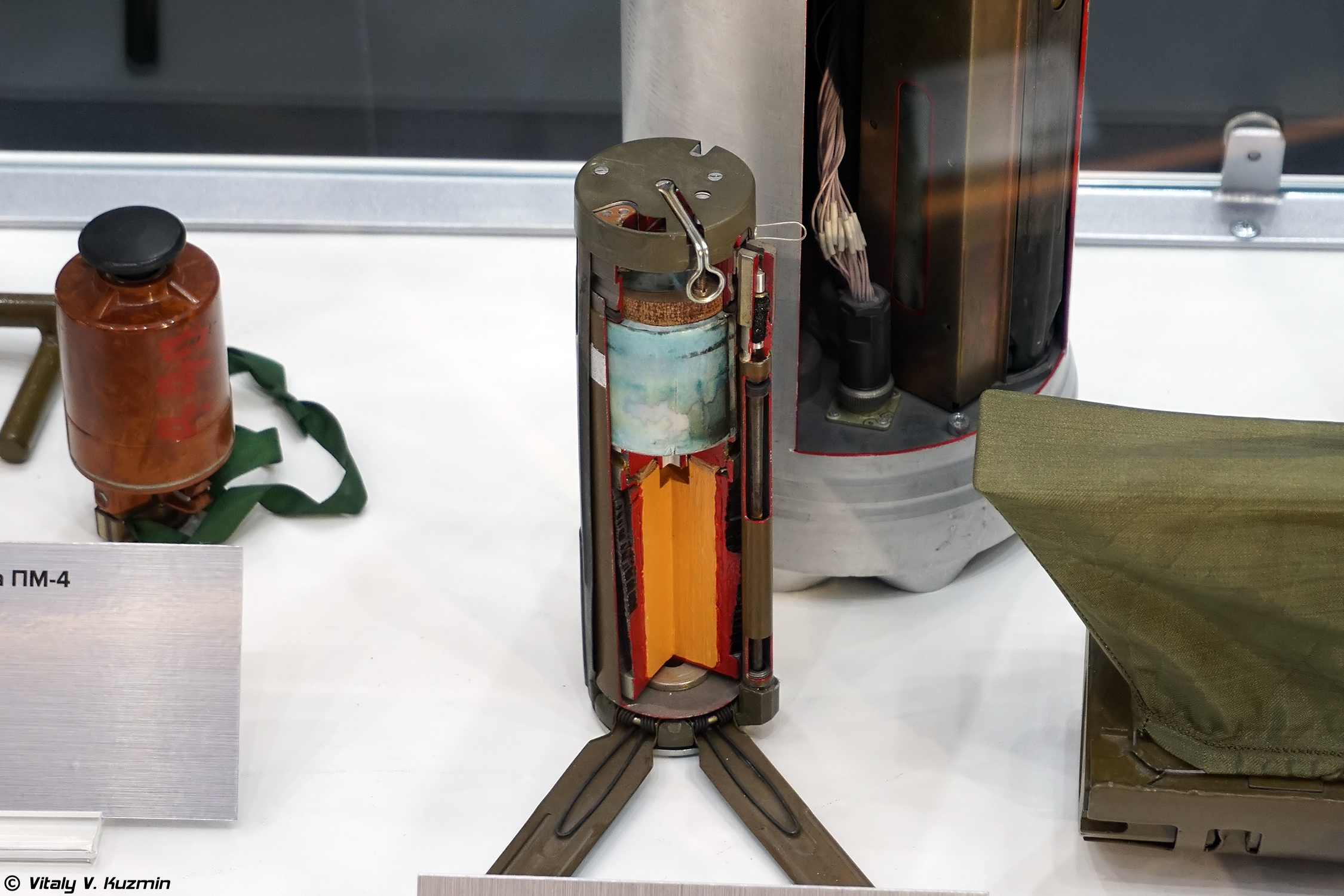
배터리 충전이 만료되면 지뢰를 비활성화하는 자체 비활성화 메커니즘을 갖춘 러시아의 대인 지뢰 POM-3( '보병 파편 지뢰', Противопехотная Осколочная Мина).

자폭 또는 자기 파괴(Self-destruct)는 미리 정의된 일련의 상황이 발생한 후 객체가 스스로 파괴되거나 작동할 수 없게 만들 수 있는 메커니즘이다.
자폭 메커니즘은 일반적으로 오작동으로 인해 많은 사람이 위험에 빠질 수 있는 장치 및 시스템에서 발견된다.

## 이용

### 지뢰
일부 유형의 현대 지뢰는 분쟁 중 아군 사상자 또는 분쟁 종료 후 민간인 사상자의 가능성을 줄이기 위해 몇 주 또는 몇 달 후에 자폭하거나 화학적으로 불활성화되도록 설계되었다. 1996년에 개정된 특정 재래식 무기에 관한 협약(CCW)의 개정 의정서 II는 대인 지뢰를 비활성화하고 자폭하도록 요구하며 두 가지 모두에 대한 표준을 설정한다. 현재 미군이 사용하고 있는 지뢰는 유형에 따라 4시간에서 15일 후에 자폭하도록 설계되었다. 지뢰에는 배터리가 있으며, 배터리가 방전되면 지뢰는 자폭한다. 자폭 시스템은 다양한 조건에서 67,000개가 넘는 테스트를 거친 지뢰에서 결코 실패하지 않았다. 모든 자폭 메커니즘이 절대적으로 신뢰할 수 있는 것은 아니며, 역사 전반에 걸쳐 설치된 대부분의 지뢰는 자폭 기능을 갖추고 있지 않는다. 지뢰는 배터리가 방전되는 등의 이유로 자체 비활성화되도록 설계할 수도 있지만 비활성화는 자체 파괴와는 다른 메커니즘으로 간주된다.

### 군함선
자폭 시스템의 또 다른 형태는 해군의 자침 절차에서 볼 수 있는데, 이는 선박이 나포되거나 리버스 엔지니어링되는 것을 방지하기 위해 선박을 파괴하는 데 사용된다.
일반적으로 선박의 자침은 내장된 자폭 시스템보다는 철거 승무원이 전략적으로 배치한 폭발물 및 의도적으로 선체를 절단하여 개방하는 방법을 사용한다.

### 로켓
근처 지상 인력, 관중, 건물 및 인프라의 위험을 방지하기 위해 발사 차량이 잘못되면 자폭한다. 로켓이 지정된 안전 구역 밖으로 비행하면 발사를 모니터링하는 인력이나 탑재된 컴퓨터가 로켓의 비행 종료 시스템을 활성화한다. 이는 일반적으로 로켓에 장착된 폭발물을 폭발시켜 추진제 탱크나 고체 연료 케이스를 절단하여 차량을 통제된 방식으로 파손시킨다.

## 같이 보기
- 세포자살
- 마지막 날 기계